# Entre Naranjos y Flores
Entre Naranjos y Flores es un pequeño núcleo de población del pueblo de Alfaz del Pi. Está ubicado a 110 m de altitud, muy cerca del mar mediterráneo y cuenta con sólo 121 habitantes (2010), siendo el núcleo poblacional menos habitado de Alfaz del Pi. Además su población está descendiendo actualmente, y en 2012 ya ha bajado de los 120 hab.
| Gráfica de evolución demográfica de Entre Naranjos y Flores entre 1900 y 2023            |
|                                                                                          |
| Fuente: Instituto Nacional de Estadística de España - Elaboración gráfica por Wikipedia. |

- Datos: Q16466485